# انشطار نووي هجين
انشطار نووي هجين أو الاندماج النووي الهجين (الطاقة النووية الهجينة) هو وسيلة مقترحة لتوليد الطاقة باستخدام مزيج من عمليات الاندماج والانشطار النووي.

## نبذة
الفكرة الأساسية هي استخدام النيوترونات السريعة عالية الطاقة من مفاعل الاندماج لتحفيز الانشطار في أنواع الوقود غير الانشطاري مثل اليورانيوم 238 أو الثوريوم 232. يمكن لكل نيوترون أن يطلق العديد من الانشطار، مما يضاعف الطاقة المنبعثة من كل تفاعل انصهار مئات المرات.

## مفهوم الهجين
بشكل عام يشبه الهجين من حيث المفهوم مفاعل استنسال سريع، والذي يستخدم الانشطار نووي عالي الطاقة بدلاً من قلب الانصهار الهجين. مفهوم آخر مماثل هو المفاعل دون الحرج الذي يحركه المعجل والذي يستخدم معجل الجسيمات لتوفير النيوترونات بدلاً من التفاعلات النووية.

## اقرأ ايضًا
- مشروع باسر